# Tavalia Griffin
Pour les articles homonymes, voir Griffin.
Tavalia Griffin, née le 6 juin 1974 à Auckland, est une modèle photo et actrice pornographique néo-zélandaise (maori).

## Biographie
Elle fut élevée en Espagne, et partit vivre aux États-Unis au milieu des années 1990 où elle entra dans l'industrie pornographique.

## Récompenses
- 2001 : FICEB Ninfa Prize – Public Award for the Best Actress

## Filmographie partielle
- Spanische Gefühle (2002) (V)
- Chez Twat (2001) (V)
- Chica Boom 3 (2001) (V)
- Gothi'X (2001) (V)
- Private Casting X 32: Judith Fox (2001) (V)
- Españolitos de vacaciones en Cannes (2000) (V)
- Gangland 10 (2000) (V)
- Happy Birthday (2000) (V)
- Hot Bods and Tail Pipe #16 (2000) (V)
- Max, portrait d'un serial-niqueur (2000) (V)
- Tontons tringleurs, Les (2000)
- Best of Gangland 3: Lex Vs. Mandingo	Devil's Film (2004)
- Big Butt All Stars: Pinky (2006)
- Bimbo Bangers From Barcelona (1998)
- Buttman's Bend Over Babes 5 (2001)
- Buttman's Show Off Girls (2002)
- Buttwoman 2000 (2000)
- Champion (Wildlife) 2000
- Cherry Poppers The College Years 11: Cram Session (1999)
- Chica Boom 3	Kick Ass Pictures (2000)
- Watchers (2000) (V)
- Twisted Dreams (1999) (V)
- Private Black Label 6: The Uranus Experiment 1 , 2 , 3(1999) (V)
- Vampira 2: Abiertas hasta el amanecer (1999) (V)
- Pandilla X: Málaga conexxion, La (1998) (V)
- Goya and the Naked Maja (1997) (V)
- World Sex Tour 21: France (1997) (V)
- Tinseltown (1995) (V)
- Sodomania 33 - Strange Days (2000)
- Stop My Ass Is On Fire 5 (2000)
- True Stories of a Sex Stalker 2 (2000)
- Watcher 13 (2000)
- Watchers (2000)
- Workin' Overtime (2000)
- World Sex Tour 21 (1999)
- Up And Cummers 73 (1999)
- Up Your Ass 12 (1999)